# Mercado de São João
O Mercado de São João foi um mercado, hoje extinto, localizado na cidade do Funchal. Este mercado foi inaugurado a 24 de junho de 1823. E demolido no ano de 1883, para a construção nesse mesmo local do Teatro Municipal Baltazar Dias. A sua construção foi financiada a partir de um empréstimo concedido por João do Carvalhal Esmeraldo. Os terrenos para a construção do mercado foram adquiridos pela Câmara em 24 de dezembro de 1822 aos frades do antigo Convento de S. Francisco.
Este mercado foi substituído pelo Mercado de D. Pedro V, aberto ao público a 19 de dezembro de 1880, e que apenas veio a ser encerrado à construção do Mercado dos Lavradores.